# Paleta barw

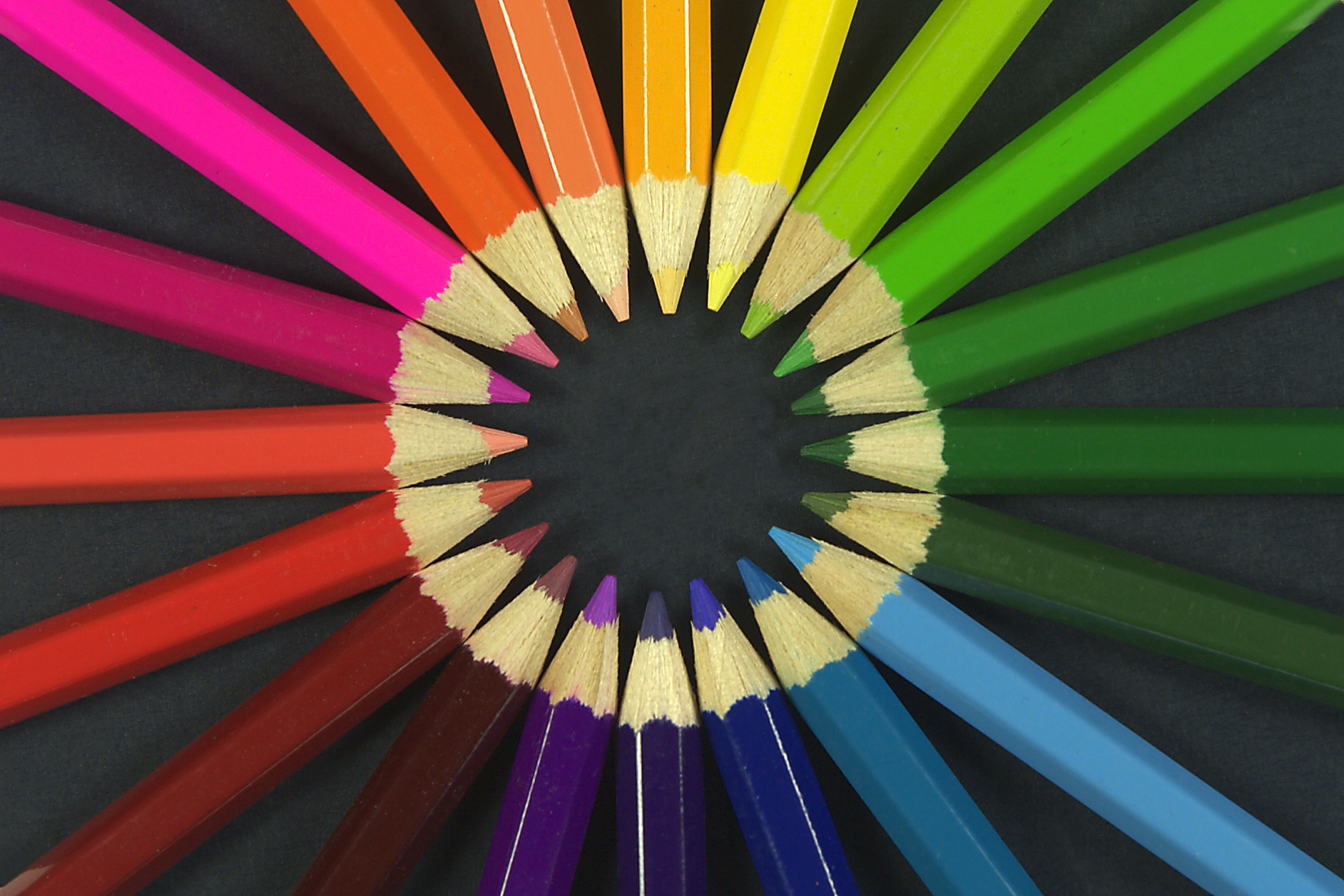
Zestaw 20 kolorów użytych przy produkcji kredek

Paleta barw – uporządkowany zestaw kolorów, ograniczony w pewien sposób w stosunku do całej gamy widzialnych barw.
Paleta barw w malarstwie oznacza wybór kolorów, jakie artysta zastosował w swoim dziele. Jest to cecha stylistyczna, która współtworzy charakter dzieła lub nawet całej twórczości malarskiej danego artysty. Paleta może być np. ograniczona do bliskich sobie kolorów, przez co uzyskuje się efekt monochromatyczności, lub zbudowana z odległych od siebie barw, ale posiadających podobne cechy, na przykład niski stopień nasycenia – wówczas można mówić o palecie „pastelowej”.

## Znaczenie w informatyce
W informatyce paleta barw jest terminem związanym z matematycznymi możliwościami zawarcia informacji o kolorze w oprogramowaniu komputerowym, a co za tym idzie w implementacjach układów scalonych, przetworników analogowo-cyfrowych i cyfrowo-analogowych, zarówno w samych komputerach, jak i urządzeniach wejścia-wyjścia pracujących z obrazem (np. monitor, drukarka czy skaner), a także w cyfrowych wersjach innych urządzeń pracujących z obrazem (np. aparat fotograficzny, fax, telewizor itd.). Ponieważ technika cyfrowa opiera się na przetwarzaniu skwantowanej informacji, to nie jest możliwe uzyskanie barw pośrednich pomiędzy kolorami opisanymi dwiema kolejnymi „sąsiednimi” wartościami liczbowymi. Liczba barw możliwych do uzyskania na danym urządzeniu cyfrowym to rozmiar palety barw. W początkowym okresie rozwoju możliwości graficznych komputerów było to zaledwie 2, 4, 8, 16 lub 256 kolorów. Później stopniowo zwiększano możliwości sprzętu, aż do osiągnięcia wartości ok. 16,7 miliona kolorów określanej jako True color (dokładnie jest to liczba 224, czyli 16 777 216 kolorów). Liczba ta jest wystarczająca ze względu na ograniczone możliwości percepcji oka ludzkiego, stąd w zasadzie zaspokaja potrzeby urządzeń końcowych (np. wyświetlających lub drukujących). Jednak dla potrzeb przetwarzania danych może być niewystarczająca i wtenczas stosuje się jeszcze szersze palety barw, np. w skanerach czy oprogramowaniu do przetwarzania grafiki – wtedy nie mówi się już o palecie barw, ale o trybie pracy z kolorem, podając odpowiednie wartości liczbowe będące potęgą dwójki (np. tryb 48-bitowy).
Paleta barw w informatyce nie zawsze jednak oznacza to samo i nie należy mylić liczby kolorów możliwych do uzyskania jednocześnie z liczbą kolorów występujących, np. niektóre formaty plików graficznych umożliwiają obsługę pełnej 24-bitowej palety barw, ale z możliwością jednoczesnego przechowywania w danym pliku znacznie mniejszej palety kolorów (np. GIF, PCX, PNG), zwykle 8-bitowej. Rzeczywista liczba kolorów określonych w takim pliku jest najczęściej jeszcze mniejsza.